# STS Leeuwin II
Pour les articles homonymes, voir Leeuwin.
Le STS Leeuwin II (Sail Training Ship Leeuwin II)  est un trois-mâts goélette australien construit en 1986. Il est le plus grand voilier australien en navigation actuellement.

## Histoire
Le Leeuwin II a été construit sur le modèle des goélettes de 1850 dans les chantiers de l'Australian Shipbuilding Industries Pty Ltd (devenu Tenix Western Australia). 
Il possède une coque en acier soudé et un pont en teck. Il fut lancé le 2 août 1986. 
Il est actuellement exploité par la Leeuwin Ocean Adventure Foundation, une organisation à but non lucratif qui gère la formation des jeunes effectuant des voyages le long de la côte Ouest australienne. 
L'équipage de croisière se compose de 55 personnes : 5 marins permanents, 10 bénévoles et jusqu'à 40 stagiaires. 
Le Leeuwin II emmène les stagiaires le long des côtes australiennes entre Esperance et Darwin pour des sorties d'un à douze jours.